# 埃尔布雷特鸟属
埃尔布雷特鸟属（学名：Elbretornis）是反鸟亚纲已灭绝的一个属，生存于晚白垩世的阿根廷萨尔塔省。

## 词源
该属由西里尔·沃克（Cyril A. Walker）和加雷思·戴克（Gareth J. Dyke）于2009年命名，模式种兼唯一种是波氏埃尔布雷特鸟（Elbretornis bonapartei）。属名由化石发现地埃尔布雷特（El Brete）及希腊文“鸟”（ornis）组成，种名致敬何塞·波拿巴。

## 描述
正模标本PVL 4022发现于阿根廷莱乔组的埃尔布雷特地区，由左肱骨及相关的右桡骨、尺骨、肩胛骨、喙骨与胫跗骨组成。标本显示该物种长33（13英寸）、臀高24（9.4英寸）、重570克（20盎司）。

## 分类
该属已知化石稀少，实际上可能与当地先前描述过的仅从腿骨获知的几种反鸟类，即勒库鸟、姐妹鸟龙鸟或云加鸟为同一物种。然而埃尔布特鸟是一个略小的物种，其它几种显然都是更大型的鸟类。